# Sérgio Côrtes
Sérgio Luiz Côrtes da Silveira é um médico e político brasileiro. Casado, pai de três filhos, formado em Medicina e especializado em cirurgia ortopédica, foi secretário estadual de Saúde do estado do Rio de Janeiro entre 2007 e 2013, durante a gestão do governador Sérgio Cabral Filho. Côrtes também trabalhou como ortopedista da Seleção Brasileira de Voleibol Masculino, da Federação Internacional de Voleibol e do Comitê Olímpico do Brasil.
Entre 2002 e 2006, Sérgio Côrtes foi diretor do Instituto Nacional de Traumatologia e Ortopedia (INTO), onde promoveu mais de 50 revisões de contratos com empresas prestadoras de serviços, que resultaram na devolução de mais de R$ 2,5 milhões aos cofres públicos. É membro titular da Sociedade Brasileira de Ortopedia e Traumatologia e da Sociedade Brasileira de Cirurgia do Quadril.
Sérgio Côrtes foi preso no dia 11 de abril de 2017 sob a acusação de fraudes em licitações destinadas ao fornecimento de próteses para a Secretaria Estadual de Saúde e para o INTO. Após quase dez meses preso, boa parte na Cadeia Pública José Frederico Marques, Côrtes teve sua prisão preventiva revogada pelo ministro Gilmar Mendes, do Supremo Tribunal Federal, passando a cumprir uma série de medidas restritivas. Em agosto de 2018 voltou a ser preso na operação Lava Jato.

## Biografia
Sérgio Côrtes é médico cirurgião ortopédico graduado pela Fundação Técnico-Educacional Souza Marques, com especialização em cirurgia do quadril nos Estados Unidos e na Alemanha e com pós-graduação em Banco de Tecidos pela Universidade de Buenos Aires. No início da carreira, trabalhou como médico concursado no Hospital Municipal Miguel Couto e como médico oficial do Corpo de Bombeiros Militar do Estado do Rio de Janeiro (CBMERJ). Em 1990, ingressou no Instituto Nacional de Traumatologia e Ortopedia como médico concursado do Ministério da Saúde, instituição onde trabalhou como cirurgião de quadril e como chefe do Serviço de Transplante Ósseo, tendo sido diretor-geral da instituição entre 2002 e 2006. Foi ainda médico da Seleção Brasileira de Voleibol Masculino de 1989 a 1998; da Federação Internacional de Voleibol entre 1994 e 2000; e do Comitê Olímpico do Brasil durante os Jogos Olímpicos de Atlanta, em 1996.
Em setembro de 2002, Sérgio Côrtes recebeu o título de Embaixador para a Década do Osso da Organização Mundial da Saúde (OMS), ocasião em que a OMS anunciou programas de prevenção e promoção da saúde na área ortopédica para os anos seguintes. No dia 11 de março de 2005, o então presidente Luiz Inácio Lula da Silva decretou uma intervenção federal, coordenada por Côrtes, em quatro hospitais federais e dois municipais, todos administrados pela prefeitura do Rio de Janeiro. Segundo o decreto 5.392, o motivo da intervenção era o estado de calamidade pública que tais hospitais viviam.
No dia 9 de novembro de 2006, o governador eleito Sérgio Cabral Filho anunciou que o ortopedista Sérgio Côrtes seria o novo secretário de Saúde do Governo do Estado do Rio de Janeiro. Em 2 de janeiro de 2007, Sérgio Cabral decretou estado de emergência por três meses na área de Saúde do estado. Na época, o recém-empossado governador destacou que Sérgio Côrtes era o profissional mais adequado para tomar as medidas necessárias visando mudanças no quadro encontrado pela nova gestão. Durante a sua gestão à frente da secretaria, teve início a implementação de postos de saúde especiais, que funcionam 24 horas por dia e que visam o atendimento de casos de baixa complexidade, como crises de hipertensão, fraturas e suturas. A primeira Unidade de Pronto Atendimento (UPA), nome pelo qual esses postos são conhecidos, foi inaugurada na Vila do João, situada no Complexo da Maré.
No final de 2010, Sérgio Côrtes foi indicado por Sérgio Cabral para ocupar o cargo de Ministro da Saúde no ano seguinte. No entanto, a presidente eleita Dilma Rousseff vetou o nome do secretário e anunciou como titular da pasta Alexandre Padilha.
Em 2012, o ex-governador do Rio de Janeiro Anthony Garotinho, em seu blog pessoal, publicou fotos nas quais Sérgio Côrtes, Fernando Cavendish, Wilson Carlos e outras duas pessoas aparecem com guardanapos na cabeça. As fotos foram tiradas durante reunião festiva ocorrida no dia 14 de setembro de 2009 no Hotel Ritz, em Paris, que ficou conhecida como "Farra dos Guardanapos". Segundo a procuradora Fabiana Schneider, integrante da Operação Unfair Play, deflagrada em 5 de setembro de 2017, a festa pode ter sido uma comemoração antecipada da vitória da candidatura do Rio de Janeiro como cidade-sede dos Jogos Olímpicos de Verão de 2016. A operação investiga o pagamento de propinas em troca de votos a favor do Rio de Janeiro durante a 121ª Sessão do Comitê Olímpico Internacional.
No final de 2013, Sérgio Côrtes acordou com o governador Sérgio Cabral sua saída da chefia da Secretaria Estadual de Saúde a fim de realizar cursos na Universidade de Harvard. A exoneração do cargo foi publicada no Diário Oficial do Estado do Rio de Janeiro em 2 de janeiro de 2014.

## Controvérsias

### Desvio de verba para propaganda
Em 5 de dezembro de 2013, Sérgio Côrtes e o subsecretário de Comunicação Social do Governo do Estado do Rio de Janeiro, Ricardo Luiz Rocha Cota, foram condenados pela Justiça por terem aplicado em propaganda verbas destinadas à saúde. Os dois foram condenados como réus solidários em uma ação popular movida pelo presidente do Sindicato dos Médicos do Rio, Jorge Darze. Em 2009, foram publicadas duas resoluções conjuntas no Diário Oficial do Estado do Rio de Janeiro que transferiram um total de R$ 10.157.500 do Fundo Estadual de Saúde para a Subsecretaria de Comunicação Social da Casa Civil. A sentença proferida pela juíza Simone Lopes da Costa, da 8ª Vara de Fazenda Pública, anulou as duas resoluções e determinou a devolução do dinheiro, acrescido de 1% ao mês e com correção monetária, à Secretaria Estadual de Saúde.
Em nota, a Secretaria de Saúde informou que era comum a descentralização de recursos do Fundo Estadual de Saúde a fim de serem utilizados na realização de eventos e campanhas relacionados à saúde, tais como: eventos científicos, seminários e campanhas de conscientização e de prevenção. De acordo com a SES, as ações de publicidade foram responsáveis por reduzir em 70% os óbitos por dengue e por aumentar o número de doadores de órgãos.

### Medicamentos vencidos
No dia 22 de fevereiro de 2016, o deputado estadual Pedro Fernandes Neto encontrou, durante inspeção na Central Geral de Abastecimento (CGA) da Secretaria de Estado de Saúde, responsável pelo armazenamento, pela logística e pela distribuição de medicamentos e de materiais médico-cirúrgicos para unidades de saúde do Rio de Janeiro, mais de 300 toneladas de medicamentos e materiais hospitalares fora da validade. O consórcio LogRio, composto pelas empresas Facility e Prol e responsável pela CGA na época, alegou que emitia relatórios periodicamente para a Secretaria de Saúde comunicando a proximidade do vencimento dos materiais. A revista Veja teve acesso a uma investigação, feita pela Secretaria de Estado de Saúde, que revela que outras 700 toneladas de medicamentos e materiais hospitalares foram incineradas entre junho de 2014 e março de 2015. Também na CGA, o Ministério Público havia encontrado anteriormente 7.510 próteses importadas, além de equipamentos ortopédicos e vasculares, com validade vencida, muitos deles em falta em algumas unidades médicas do estado.
Em 2018, o Ministério Público do Estado do Rio de Janeiro (MP-RJ) ajuizou uma ação civil pública para apurar a prática de corrupção relacionada ao desperdício de toneladas de medicamentos. Vinte pessoas, incluindo Sérgio Côrtes e Sérgio Cabral, são alvos do processo, que irá apurar as responsabilidades civil e penal relacionadas ao caso. Segundo Cesar Romero, ex-subsecretário de Saúde, as empresas que assumiram a gestão da CGA, Facility e Prol, ambas do empresário Arthur Soares, não tinham qualquer experiência em logística de saúde. Romero, em sua delação premiada, explicou que o esquema de corrupção nos estoques consistia em fraude nas contratações e no superfaturamento do serviço, transformando o excedente, de 10%, em propina a ele, Cabral, Côrtes e os demais agentes públicos envolvidos no golpe. Gravações de conversas entre Cesar Romero e Sérgio Eduardo Vianna Junior indicam que uma concorrência viciada entregou a gestão da Central Geral de Abastecimento para o consórcio LogRio.

### Operação Fatura Exposta
No dia 11 de abril de 2017, policiais federais cumpriram um mandado de prisão preventiva, expedido pela 7ª Vara Federal Criminal do Rio de Janeiro, contra Sérgio Côrtes e os empresários Miguel Iskin e Gustavo Estellita. Eles são acusados de fraudes em licitações destinadas ao fornecimento de próteses para o Instituto Nacional de Traumatologia e Ortopedia (INTO) e para a Secretaria Estadual de Saúde. Segundo a Polícia Federal, as licitações eram direcionadas para beneficiar os empresários em troca de pagamento de propina no valor de 10% dos contratos. De acordo com as investigações, Côrtes teria favorecido a empresa Oscar Iskin, uma das maiores fornecedoras de próteses do Rio de Janeiro, durante o período em que fora diretor do INTO. A prisão de Sérgio Côrtes foi decretada no âmbito da Operação Fatura Exposta, um desdobramento da Operação Lava Jato no Rio de Janeiro e que tem como base a delação do ex-subsecretário de Saúde Cesar Romero Vianna Junior.
Segundo o procurador da República Rodrigo Timóteo, foram desviados pelo menos R$ 300 milhões pelo esquema de Sérgio Côrtes da Secretaria de Estado de Saúde e do INTO. As fraudes teriam saído de importações, de licitações internacionais e de superfaturamento em contratos com órgãos públicos. Em agosto de 2017, segundo a Folha de S.Paulo, Côrtes já havia devolvido à Justiça Federal cerca de US$ 4,3 milhões obtidos em propina, valor que estava depositado em um banco nas Bahamas e que tinha passado anteriormente por contas na Suíça. Já em novembro de 2017, o ex-secretário estadual admitiu ao juiz Marcelo Bretas que havia recebido cerca de US$ 3 milhões do empresário Miguel Iskin por meio de depósito numa conta na Suíça e que havia utilizado parte do dinheiro para o pagamento de despesas pessoais. Segundo Sérgio Côrtes, o dinheiro recebido de Iskin seria utilizado no financiamento de uma eventual campanha própria para o cargo de deputado federal nas eleições de 2014.
Em decisão publicada no dia 6 de fevereiro de 2018, o ministro Gilmar Mendes, do Supremo Tribunal Federal (STF), determinou que Sérgio Côrtes deixasse a Cadeia Pública José Frederico Marques. Segundo Gilmar, a manutenção da prisão de Côrtes não se justificava pois a prisão preventiva não atendia aos requisitos previstos no artigo 312 do Código de Processo Penal. A prisão preventiva foi substituída pelas seguintes medidas alternativas: proibição de contato com outros investigados da Fatura Exposta; proibição de deixar o país; e recolhimento em casa à noite e nos fins de semana.
Em 13 de agosto de 2018, o juiz Marcelo Bretas, da 7ª Vara Federal Criminal, aceitou uma denúncia do Ministério Público Federal (MPF) contra Sérgio Côrtes e o tornou réu por crimes de participação em organização criminosa, fraude e corrupção ligados ao Instituto Nacional de Traumatologia e Ortopedia (INTO). Na denúncia, o MPF aponta fraudes em licitações no INTO envolvendo empresas internacionais. A ação foi um desdobramento das operações Fatura Exposta e Ressonância, no âmbito da Operação Lava Jato, que aprofundaram as investigações sobre uma organização responsável por irregularidades em contratos entre o INTO e o Governo do Estado do Rio de Janeiro.

### Denúncia por obstrução de Justiça
Em maio de 2017, foi revelado que a força-tarefa da Operação Lava Jato, durante investigação, capturou uma conversa entre Sérgio Côrtes e o empresário Miguel Iskin, ambos presos pela Operação Fatura Exposta, na qual eles teriam acertado versões a serem apresentadas ao Ministério Público Federal (MPF). O objetivo era dificultar as apurações de crimes de corrupção e de lavagem de dinheiro praticados no Instituto Nacional de Traumatologia e Ortopedia Jamil Haddad (INTO) e na Secretaria Estadual de Saúde.
Segundo a denúncia apresentada pelo MPF à 7ª Vara Federal Criminal do Rio de Janeiro, Sérgio Côrtes e Miguel Iskin, usando o administrador Sérgio Vianna Junior como intermediário, também agiram de forma conjunta a fim de convencer Cesar Romero a alterar o conteúdo de sua delação quando ela encontrava-se em fase de negociação com o MPF, inclusive com o oferecimento de dinheiro ao delator. Durante o período em que negociava os termos de sua colaboração, César foi procurado mais de uma vez pelos acusados, segundo atestam gravações feitas por ele e por registros do circuito fechado de TV de seu escritório.

### Denúncia de propina em obras
No dia 2 de março de 2018, Sérgio Côrtes afirmou, em depoimento ao juiz Marcelo Bretas, que Sérgio Cabral e Luiz Fernando Pezão teriam recebido propina para a construção de Unidades de Pronto Atendimento (UPAs) e de Clínicas da Família. Os valores teriam sido pagos pelo empresário Ronald de Carvalho, dono da Metalurgia Valença e responsável pelas obras. A metalurgia teria sido contratada pelo Governo do Estado do Rio de Janeiro para a implantação das unidades através de licitações direcionadas. Segundo Côrtes, Ícaro Moreno, ex-presidente da Empresa de Obras Públicas do Estado do Rio de Janeiro (Emop), também teria participado do esquema fraudulento. Em nota, Pezão repudiou as acusações do ex-secretário de Saúde, acusando Sérgio Côrtes de fazer afirmações falsas e mentirosas.
Dias depois, a Auditoria Geral do Estado do Rio de Janeiro, órgão ligado ao Tribunal de Contas do Estado do Rio de Janeiro (TCE-RJ), concluiu um relatório em que detalha os prejuízos causados pela implementação de algumas UPAs no Rio de Janeiro. No relatório, os técnicos consideraram que a licitação para a construção das unidades foi ilegal. As "UPAs de lata", feitas com painéis e aço e que teriam custado mais caro que as de tijolo, foram fornecidas pela Metalurgia Valença. Em delação premiada, o ex-subsecretário de Saúde Cesar Romero Vianna Junior afirmou que cada unidade do tipo que foi erguida gerou R$ 1,0 milhão em vantagens indevidas. Os advogados de Ronald de Carvalho, dono da Metalurgia Valença, declararam que não houve irregularidades no fornecimento dos módulos.

### Operação S.O.S
Em 31 de agosto de 2018, voltou a ser preso em um desdobramento da operação Lava Jato batizado de Operação S.O.S; a operação envolve as Organizações Sociais (OSs), que são organizações sem fins lucrativos contratadas para administrar unidades de saúde do estado do Rio de Janeiro. A OSs alvo da operação, é a Pró-Saúde, que administrava vários hospitais na gestão de Sérgio Cabral. Nessa fase das investigações, foi possível identificar que os contratos fraudados permitiram o desvio de cerca de 74 milhões de reais dos cofres públicos.

### Outras
- Em 2006, Sérgio Côrtes registrou no 11º Ofício de Niterói a compra por 1,3 milhão de reais de uma cobertura situada na Avenida Borges de Medeiros, no bairro carioca da Lagoa. No entanto, um imóvel com características semelhantes à da cobertura custaria na época algo em torno de 5 milhões de reais, cerca de quatro vezes o valor pago pelo ortopedista. Para investigadores da Operação Lava Jato, que apuram suposta lavagem de dinheiro no negócio, a medida adotada por Côrtes de registrar o valor do apartamento abaixo do valor de mercado poderia ser uma forma de se obter o imóvel por um preço que pudesse ser justificado na declaração de renda.[31]

- Em vistoria do Ministério Público do Estado do Rio de Janeiro feita no interior da Cadeia Pública José Frederico Marques, foi descoberto uma enfermaria no primeiro piso do prédio e um grande ambulatório no andar de cima, além uma quantidade excessiva de remédios. Responsável pelo ambulatório na época, Sérgio Côrtes afirmou que havia conseguido os remédios através de doações comandadas por parentes e amigos via WhatsApp.[32]
- Em 30 de Setembro de 2019 teve cassação do exercício profissional pelo CREMERJ, de acordo com o processo nº 2522/18.[33]